# Principalmente me sinto arrasada
Principalmente me sinto arrasada è un singolo della cantante brasiliana Luísa Sonza, pubblicato il 23 agosto 2023 come secondo estratto dal terzo album in studio della prima Escândalo íntimo.

## Video musicale
Il video musicale, diretto da Diego Fraga, è stato reso disponibile in concomitanza con l'uscita del brano attraverso il canale YouTube dell'artista.

## Tracce
Testi e musiche di Luísa Sonza, Ariana Wong, Carolzinha, Douglas Moda, Jahnei Clarke, Jenni Mosello, Roy Lenzo e Yehonatan Aspril.
1. Principalmente me sinto arrasada – 2:53

## Formazione
- Luísa Sonza – voce
- Ariana Wong – produzione
- Douglas Moda – produzione
- Jonathan "Yoni" Asperil – produzione
- Roy Lenzo – produzione
- Luciano Scalercio – mastering
- Rafael Fadul – missaggio
- Jonathan "Yoni" Asperil – registrazione

## Classifiche
| Classifica (2023) | Posizione massima |
| ----------------- | ----------------- |
| Brasile           | 26                |
| Portogallo        | 58                |